# Аркало
Аркало або Аркалод (фр. d'Arcalod) — гора в Савої, Франція. Найвища гора масиву Бож у Савойських Передальпах і має висоту 2217 метрів над рівнем моря.
Відносна висота Аркало становить 1 713 метрів, що робить її ультра-піком. Це четверта за висотою вершина у Французьких Альпах.

## Детальний опис
Вершина хребта Аркало складається з ургонського шару породи, що є східною частиною антикліналі Шерень. Основний розлом перетинає увесь західний схил гори і остаточно завершує частину ургонських відслоєнь, утворюючи гострий скелястий хребет. Східна та західна сторона хребта має майже однаковий нахил, що становить 45°.
На південь від вершини східне підніжжя ургонських плит переривається смугою трав'янистих долин, які відокремлені від долини Оржеваль смугою скелястих піків Банк-Ферран. На своєму північному кінці хребет закінчується майже поперечно перерізаним яром, який спускається на північний схід до перевалу Кол-дю-Куртілле. Цей природний розріз дозволяє побачити, що ургонські шари утворюють антиклінально-синклінальну послідовність.
Західний схил гори спадає до долини струмків Шерель та Ір, що розділені перевалом Шерель. Зі східної частини схили спадають до долини струмків Нант-Оргеваль та Торрент-де-Сент-Руф, що теж розіділені перевалом.

## Сходження
Гора має декілька загальновідомих маршрутів для сходження.
Маршрут по східному схилу гори починається з автомобільної парковки Нан-Фуршу. Потрібно рухатись на північ долиною річки Нант-Оргеваль, але не переходити її, тримаючись ліворуч. Ближче до перевалу, з якого починає потік річка, слід повернути ліворуч і підніматися напряму до вершини гори Аркало по східному схилу. Хоч маршрут є відносно простим, але слід остерігатися каменепадів, які можуть бути у разі великої кількості відвідувачів гори.
Сходження з північної сторони гори слід починати з долини річки Торрент-де-Сент-Руф. Поступово рухаючись на південь і піднімаючись схилом, потрібно досягти перевалу Шерель, пройти по хребту до перевалу Куртіє і далі по хребту рухатись у бік вершини. Хребет ближче до вершини має значну кількість різких обривів, що може бути небезпечним для недосвідчених туристів.
Взимку гору використовують любителі фрірайду для екстремальних спусків по східному схилу гори.